# Bukowina-Museum

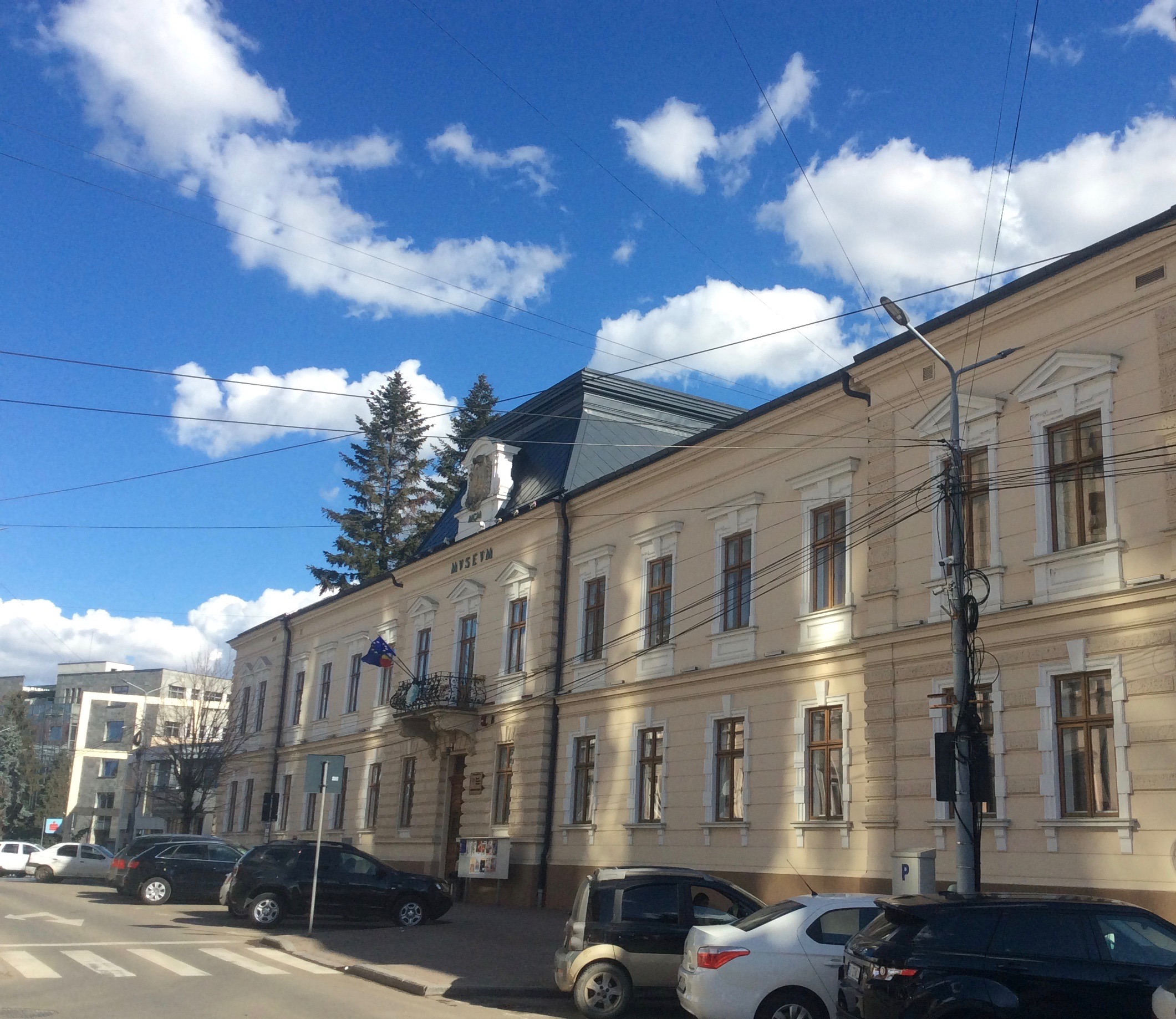
Bukowina-Museum (2023)

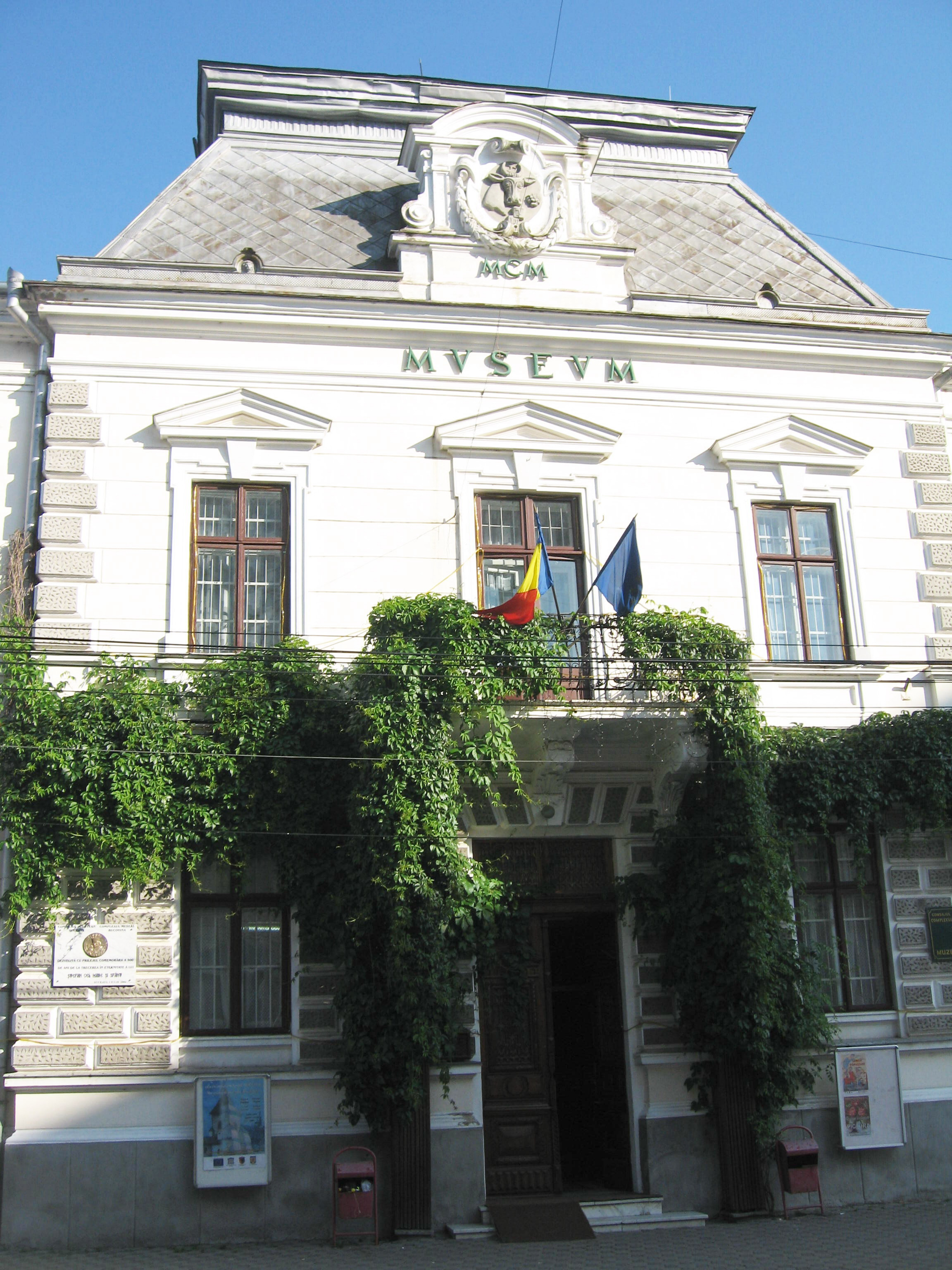
Museumsportal (2009)

Das Bukowina-Museum (rumänisch Muzeul Național al Bucovinei) ist ein Museum in der rumänischen Kreishauptstadt Suceava im Kreis Suceava. Das Museum ist benannt nach der historischen Landschaft Bukowina.

## Beschreibung
Das Bukowina-Museum besteht aus verschiedenen Einzelmuseen, Objekten und Gedenkhäusern, die über die Region verteilt sind. Sie verfolgen eigene Programme und Veranstaltungsreihen, werden aber gemeinsam verwaltet. Der Hauptsitz befindet sich im Zentrum der Stadt Suceava, in der Ștefan cel Mare Str. 33, im Historischen Museum (Muzeul de Istorie din Suceava). Das Historische Museum ist der älteste Teil des Bukowina-Museums und im Wesentlichen der Kern, um den herum der Museumskomplex mit seinen verschiedenen Einrichtungen entstand. Das Gebäude wurde 1898 errichtet und steht heute unter Denkmalschutz. In der Zwischenkriegszeit diente das Gebäude als Präfektur des Kreises Suceava.
In der Sammlung des Bukowina-Museums befinden sich unter anderem Fotografien des Fotografen Oliver Mark.